# أوتو جراف
أوتو جراف هو سياسي ألماني، ولد في 8 مارس 1892 في Zamdorf ‏ في ألمانيا، وتوفي في 1 سبتمبر 1971 في ميونخ في ألمانيا. نشط حزبياً في الحزب الشيوعي في ألمانيا والحزب الديمقراطي الاجتماعي الألماني. وقد انتخب عضو في البوندستاغ الألماني خلال فترته النيابية ‏ (7 سبتمبر 1949 – 7 سبتمبر 1953).